# Shiranpuri
Shiranpuri (しらんぷり? lett. "Far finta di nulla") è un film d'animazione giapponese prodotto dallo studio Shirogumi per il progetto Anime Mirai 2012. Diretto da Shinpei Miyashita, l'anime si inserisce nelle lista di titoli appositamente animati grazie ai fondi dell'Agenzia per gli Affari Culturali del governo giapponese e che prevedono di essere impiegati per l'allenamento di giovani animatori.

## Trama
In un giorno di pioggia Don starnutisce vicino ad alcuni bulli. Da quel giorno diventa vittima di un bullismo feroce, nonostante siano tutti solo alunni delle elementari.
Il protagonista e gli altri compagni sono testimoni, ma nessuno ha il coraggio di ribellarsi, cercare aiuto o levarsi contro i bulli. Anche quando la maestra parla di ijime nessuno accenna a Don.
Il ragazzino, sebbene sia sottomesso ai suoi aguzzini, è un ragazzo che nella vita di tutti i giorni si dà da fare e aiuta il prossimo, come ne è testimone il protagonista, che lo vede soccorrere un gatto randagio e dare una mano ad un venditore di strada di piatti tipici giapponesi.
Quando poi durante le prove della recita scolastica i bulli sfilano le mutande alla loro vittima preferita di fronte a tutte le ragazze, Don per la vergogna non va più a scuola e si mette persino a rubare nei negozi, frustrato.
Il protagonista, che è spettatore di questa cosa, sebbene preoccupato,  non fa nulla, nonostante  anche l'ambulante rimproveri lui e i suoi amici di codardia e connivenza.
Quando Don appare inaspettatamente alla recita di fine anno, accade un evento imprevisto: sulla scena, quando si trova assieme ai suoi aguzzini, inizia una zuffa proprio col bullo e vero istigatore, Yaragase. Denudatolo di fronte al pubblico nel riso generale, Don si riprende così la sua rivincita. Dopo di ciò  cambia scuola.
Quando il protagonista va a trovare l'ambulante scopre che Don ha mandato una lettera: sta bene, è felice nella nuova scuola. Poi il venditore racconta al bambino della sua ultima peripezia: alcuni bulli hanno distrutto il suo carretto perché venuto in soccorso di un ragazzino da loro malmenato.
Il protagonista scopre con sorpresa che la vittima era proprio l'aguzzino di Don.
A fine anno, il protagonista si alza in pedi nella palestra affollata e si dichiara un codardo, dicendo di non aver mai avuto la forza di opporsi al bullismo quando ne è stato testimone; quando qualcuno gli fa notare che ha la patta dei pantaloni aperta il suo intervento diventa una farsa e tutti gli studenti scoppiano a ridere. All'uscita, però, Yaragase si complimenta con lui e si augura di rivederlo alle medie.

## Personaggi
Io (il narratore) ( ぼく ?,  Boku)
Doppiato da Issei Kojima
 Don-chan ( ドンチャン?)
Doppiato da Akiko Yajima
 Yaragase ( ヤラガセ?)
Doppiato da Ami Koshimizu
L'uomo col carretto
Doppiato da Yumi Uchiyama